# دری‌په‌تیس
دری‌په‌تیس، یک شاهزاده هخامنشی و دختر داریوش سوم و استاتیرای دوم بود. او در میانه سال‌های ۳۵۰ تا ۳۴۵ پیش از میلاد زاده شد. دری‌په‌تیس پس از شکست پدرش در نبرد ایسوس، به اسارت نیروهای مقدونی درآمد و در مراسم ازدواج دسته‌جمعی شوش با هفستیون، دوست صمیمی و سردار اسکندر، ازدواج کرد. او سرانجام به همراه خواهرش استاتیرا، توسط روشنک همسر اسکندر کشته شد.

## اسارت و ازدواج

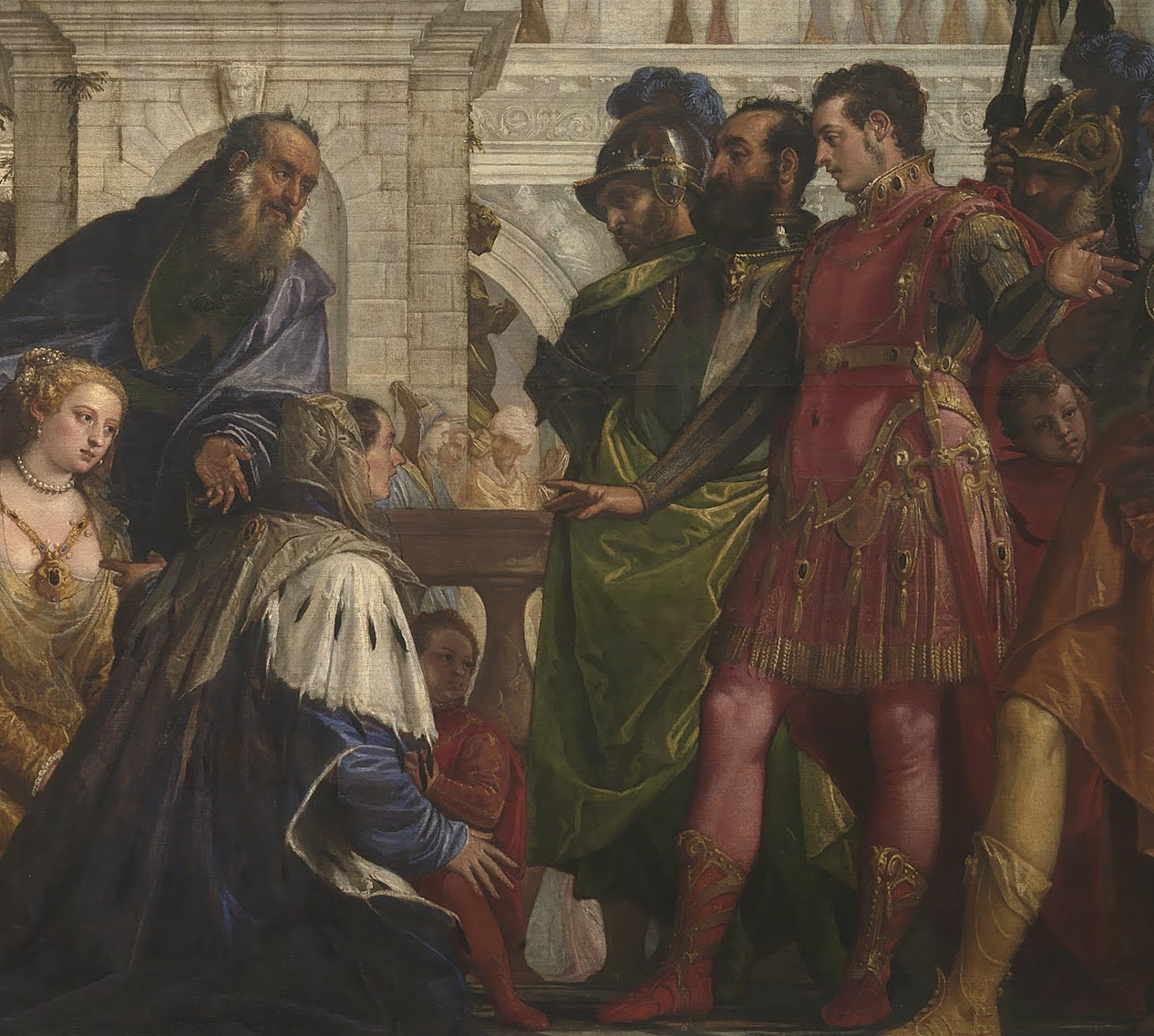
برخی از اعضای خانواده داریوش سوم در مقابل اسکندر-اثر Paolo Veronese

داریوش سوم در زمان لشکرکشی علیه اسکندر مقدونی، پسرش اوخوس، دخترانش دری‌په‌تیس و استاتیرا، همسرش استاتیرای دوم و مادرش سی‌سی‌گامبیس را به همراه داشت. داریوش در پی شکست در نبرد ایسوس در سال ۳۳۳ پیش از میلاد، فرار کرد و خانواده‌اش به اسارت نیروهای مقدونی درآمدند. داریوش پس از این شکست به اسکندر تقاضای صلح داد و شرائط صلح، پرداخت غرامت از طرف ایران و ازدواج با خانوادهٔ سلطنتی ایران و واگذاری آسیای صغیر به اسکندر بود و در ازای این گذشت‌ها از اسکندر خواسته شده بود که خانوادهٔ داریوش را بازگرداند. اسکندر این شرائط را نپذیرفت.
اسکندر در سال ۳۳۱ دری‌په‌تیس و خواهرش استاتیرا را در شوش نگه داشت تا زبان یونانی را بیاموزند. اسکندر می‌کوشید جهت ایجاد دوستی میان ایرانیان و مقدونی‌ها که قوام امپراتوری نوبنیاد وی جز براساس آن استوار نمی‌یافت، طرحی تازه بریزد. او از این رو در بهار ۳۲۴ در ضیافت باشکوهی به نام ازدواج دسته‌جمعی شوش به همراه هشتاد تن از افسران و سرداران خویش با زنان پارسی ازدواج کرد. خود اسکندر با استاتیرا، خواهر بزرگ‌تر دری‌په‌تیس، و نزدیکترین دوست و سردارش هفستیون با دری‌په‌تیس ازدواج کرد. دری‌په‌تیس کمی بعد در پاییز همان سال با مرگ هفستیون در اثر بیماری در هگمتانه، بیوه شد.

## مرگ
بسیاری از تاریخ‌نگاران گزارش پلوتارک را پذیرفته‌اند که که دری‌په‌تیس را در سال ۳۲۳ پیش از میلاد در کنار خواهرش استاتیرا کشته شد. اسکندر در همان سال درگذشته بود و روشنک، بیوه دیگرش، می‌خواست رقبای احتمالی خود را کنار بگذارد.
با این حال الیزابت دونلی کارنی ادعا می‌کند که دری‌په‌تیس توسط روشنک کشته نشده‌است زیرا او از اسکندر فرزندی به دنیا نیاورده بود و به همین دلیل تهدید چندانی برای موقعیت روشنک به‌شمار نمی‌رفت. او به جای آن باور دارد که روشنک پروشات (دختر اردشیر سوم) را کشت که دیگر همسر اسکندر بود.